# Departamento de Mayo-Banyo
Mayo-Banyo es un departamento de la región Adamawa de Camerún. En noviembre de 2005 tenía una población censada de 187 066 habitantes.
Está formado por los siguientes municipios:
- Bankim 70,132
- Banyo 93,880
- Mayo-Darlé 23,054